# Бромид протактиния(IV)
Бромид протактиния(IV) — бинарное неорганическое соединение, 
соль металла протактиния и бромистоводородной кислоты
с формулой PaBr4,
красные гигроскопичные кристаллы,
чувствительно к кислороду воздуха.

## Получение
- Восстановление алюминием бромида протактиния(V)[1]:

{\displaystyle {\mathsf {3PaBr_{5}+Al\ {\xrightarrow {400-450^{o}C}}\ 3PaBr_{4}+AlBr_{3}}}}
- Восстановление водородом бромида протактиния(V)[1]:

{\displaystyle {\mathsf {2PaBr_{5}+H_{2}\ {\xrightarrow {800^{o}C}}\ 2PaBr_{4}+2HBr}}}

## Физические свойства
Бромид протактиния(IV) образует красные гигроскопические кристаллы
ромбической сингонии,
пространственная группа I 41/amd,
параметры ячейки a = 0,8824 нм, c = 0,7957 нм, Z = 4,
структура типа бромида тория(IV) β-ThBr4.
Чувствительно к кислороду воздуха.
Сублимирует в вакууме при температуре 500 °С.

## Химические свойства
- Окисляется оксидом сурьмы(V) при нагревании[2]:

{\displaystyle {\mathsf {3PaBr_{4}+Sb_{2}O_{3}\ {\xrightarrow {150-200^{o}C}}\ 3PaOBr_{2}+2SbBr_{3}}}}